# Заваруйка (станция)
Заваруйка — промежуточная железнодорожная станция 5-го класса Санкт-Петербург-Витебского региона Октябрьской железной дороги. Расположена в городском поселении Идрица Себежского района Псковской области на 599-м километре железнодорожной линии Москва — Рига. Открыта в 1905 году.

## История
Станция была открыта не сразу при постройке Московско-Виндавской железной дороги, а несколько позже, в 1905 году, когда было замечено, что пропускной способности большого (даже по современным меркам) перегона Идрица — Себеж оказалось недостаточно для пропуска большого количества поездов. Станция (или разъезд?) Заваруйка Себежского уезда Витебской губернии была открыта в составе Московско-Виндавской железной дороги, принадлежала «Обществу Московско-Виндаво-Рыбинской железной дороги». Достоверно неизвестно о происхождении названия, однако можно предположить, что оно связано со словом «заворо́т» — станция расположена в кривой малого радиуса (железнодорожная линия как бы «заворачивает»). Также в пользу этой теории гласит тот факт, что в некоторых расписаниях прошлых лет станция обозначена как Заворуйка.
После распада Российской Империи все акционерные общества были ликвидированы в пользу государства. Имущество Московско-Виндаво-Рыбинской железной дороги было передано новообразованным железным дорогам НКПС, в т.ч. Московско-Балтийской, куда вошла и станция Заваруйка.
В 1922 году были расформированы Управления Александровской и Московско-Балтийской железных дорог и создана Московско-Белорусско-Балтийская железная дорога, в которую и вошла станция Заваруйка.
24 марта 1924 года Витебская губерния была упразднена. Большая часть её территории осталась в составе Белорусской ССР (или по другим данным, была передана в её состав из состава РСФСР), а Велижский, Невельский и Себежский уезды — к Псковской губернии РСФСР.
С 1 июля 1936 года станция передаётся из управления Московско-Белорусско-Балтийской железной дороги в состав Калининской железной дороги.
На карте 1943 года станция Заваруйка Калининской железной дороги расположена на 599 километре от Москвы на двухпутном участке Себеж — Великие Луки, относилась к Калининской железной дороге, и располагалась в Калининской области (ныне Тверская).

 " 3 октября [1942 года] диверсионной группой бригады на ж.д. Идрица - Себеж, западнее станции Заворуйка, подорван эшелон противника с продуктами, разбито 12 вагонов, поврежден паровоз. " — Из донесения командира 2КПБ П.В.Рындина от 1 марта 1943 г.

 " 8.4.43 г. Подрывная группа бригады (командир группы тов. Коновалова Т.С., награжденная орденом Красного Знамени), на участке Себеж - Идрица, в районе между станциями Себеж и Заворуйка, спустила воинский эшелон противника. Эшелон состоял из 6 классных вагонов с живой силой, 12 платформ, груженных материалами для восстановления разрушенного железнодорожного полотна и мостов. Установлено, что в эшелоне передвигались 300 саперов по восстановлению железнодорожного моста, разрушенного партизанами в Савкине (Железнодорожный мост в д. Савкино был уничтожен партизанами 30 марта 1943 г.). В результате взрыва эшелона разбиты и пущены под откос паровоз, 3 классных вагона с живой силой, 4 платформы." — Из отчета командования 10КПБ не ранее 1 мая 1943 года.
22 августа 1944 года Указом Президиума Верховного Совета СССР была образована Великолукская область, в состав которой вошли Идрица и Идрицкий район.
В конце 50-х годов Идрицкая дистанция пути была объединена с Новосокольнической.
Указом Президиума Верховного Совета РСФСР от 2 октября 1957 года эта область была упразднена, а Идрица и Идрицкий район отошли к Псковской области.
В 1961 году Калининская железная дорога была расформирована. Станция Заваруйка была передана в управление Октябрьской железной дороге.
На станции в послевоенное время и до современного состояния останавливались поезда в основном сообщением Рига — Россия (во времена СССР — и в другие ССР).
Согласно указателю железнодорожных пассажирских сообщений (МПС, — 1986 год), остановки по станции Заваруйка осуществляли следующие поезда:
| № поезда | Пункт отправления | Пункт назначения | Прибытие | Стоянка (мин) | Отправление | Остановки (по станциям) |
| -------- | ----------------- | ---------------- | -------- | ------------- | ----------- | --- |
| 186      | Рига              | Москва           | 3:44     | 1             | 3:45        | до ст. Волоколамск везде, кроме: Гущино, Воробецкая, далее без остановок |
| 393      | Москва            | Рига             | 6:29     | 1             | 6:30        | до ст. Крустпилс везде, далее Плявиняс, Айзкраукле, Огре |
| 185      | Москва            | Рига             | 14:20    | 1             | 14:21       | до ст. Юмправа везде, кроме: ст. Алотене, далее Огре |
| 394      | Рига              | Москва           | 16:04    | 1             | 16:05       | до ст. Волоколамск везде, кроме: Гущино, Воробецкая, Сердце, Русаново, Барсово, Улин, Замошье, Подсосенка, Паникля, Ильмановка, Махерово, Лошаки, Муравьёво, Бартенево, Погорелое Городище, далее без остановок |

В это же время без остановок по станции проходили следующие поезда: №1/2 "Латвия", №3/4 "Юрмала" и скорый №31/32 с аналогичным сообщением: Москва — Рига — Москва.

## Современное состояние
В связи с распадом Советского Союза и стабильного ухудшения политических и экономических отношений с Латвийской Республикой по участку Новосокольники — Посинь пассажирское и грузовое движение по станции значительно сократилось.
По состоянию на июнь 2008 года движение было таковым:
| Номер поезда | Станция отправления | Станция назначения | Прибытие | Стоянка | Отправление | Вид движения                                 |
| ------------ | ------------------- | ------------------ | -------- | ------- | ----------- | -------------------------------------------- |
| 6506         | Себеж               | Великие Луки       | 4:41     | 5       | 4:46        | пригородный поезд                            |
| 6501         | Великие Луки        | Себеж              | 11:55    | 2       | 11:57       | пригородный поезд                            |
| б/н          | Москва              | Себеж              | 11:55    | 2       | 11:57       | беспересадочный вагон в составе поезда №6501 |
| б/н          | Санкт-Петербург     | Себеж              | 11:55    | 2       | 11:57       | беспересадочный вагон в составе поезда №6501 |
| 6502         | Себеж               | Великие Луки       | 15:53    | 2       | 15:55       | пригородный поезд                            |
| б/н          | Себеж               | Москва             | 15:53    | 2       | 15:55       | беспересадочный вагон в составе поезда №6502 |
| б/н          | Себеж               | Санкт-Петербург    | 15:53    | 2       | 15:55       | беспересадочный вагон в составе поезда №6502 |
| 6505         | Великие Луки        | Себеж              | 20:50    | 1       | 20:51       | пригородный поезд                            |

С 2015 года была отменена последняя останавливающаяся пара пригородных поездов №6505/6506 Великие Луки — Себеж.
Движение поездов дальнего следования прекратилось полностью с отменой беспересадочных прицепных вагонов от/до Москвы и Санкт-Петербурга. До марта 2020 года без остановки по станции курсировал единственный поезд №1/2 "Latvijas Ekspresis" сообщением Москва — Рига — Москва. С 16 марта 2020 года в связи с распространением коронавирусной инфекции движение единственного поезда было прекращено по инициативе латвийской стороны, так как поезд № 1/2 «Latvijas Ekspresis» принадлежал частному латвийскому перевозчику. По состоянию на 2020 год на станции нет пассажирского сообщения.
На станции 4 пути с достаточно редкой конфигурацией — фактически отсутствует "главный" путь. Де-юре главный путь — I, но перегон в сторону станции Себеж является по своей сути продолжением 3-го бокового пути. Это сильно ограничивает пропускную способность станции (все поезда без исключения проходят станцию со скоростью не более 40 км/ч из-за неизбежности отклонения по стрелочным переводам), и является следствием ранней «двухпутности» перегона.  Перегоны к соседним станциям Идрица (в сторону Москвы) и Себеж (до 2004 года — Кузнецовка, в сторону Риги) оборудованы полуавтоматической блокировкой СЦБ. Электрификация по станции отсутствует.
- Схематический план станции

Станция расположена «в кривой» малого радиуса, что делает станцию необычной. Здание вокзала и низкая боковая платформа расположены с северной стороны станции, зал ожидания и прочие элементы пассажирской инфраструктуры полностью отсутствуют. Параллельно главному пути перегона в сторону станции Себеж в течение двух километров следует действующий подъездной путь, ранее являвшимся вторым главным на перегоне.
Выход к единственной деревне — Красный Пень, расположенной возле западной (чётной) горловины станции. Автобусное сообщение к станции существует в виде одной пары рейсов в день по будням Себеж — Красный Пень.

## Галерея
- Нечётная горловина станции Заваруйка, 2017 г.
- Здание вокзала станции, 2017 г.
- Западная горловина станции, 2017 г.
- Вид на комплекс минимальных сооружений, вид на Москву, 2017 г.